# Genio del Garraffo
Il Genio del Garraffo, detto anche Genio di Palermo al Garraffo, o in siciliano Palermu lu Grandi (Palermo il Grande), è una scultura marmorea della fine del XV secolo, e fa parte di un gruppo scultoreo posto in una edicola del XVII secolo, in piazzetta del Garraffo, nel mercato della Vucciria, a Palermo.
L'opera, realizzata da Pietro de Bonitate nel 1483 è una delle sette rappresentazioni principali del Genio di Palermo, l'antico nume tutelare ed emblema civico di Palermo. L'appellativo siciliano Grandi è riferito alle dimensioni della statua rispetto a Palermu u Nicu, rappresentazione omologa e più piccola, che si trova nel Palazzo Pretorio (Palermo), municipio di Palermo.
L'edicola marmorea del Genio di Palermo al Garraffo, versando in uno stato di degrado, nel 2010 venne segnalata da 2.495 persone nell'ambito della V edizione del Censimento I luoghi del cuore, promosso dal FAI in collaborazione con Intesa Sanpaolo. È partito dunque il restauro, su progetto dell'architetto Rosalia Guzzo del settore centro storico, realizzato con la collaborazione del Comune di Palermo e il sostegno di Intesa Sanpaolo. I lavori si sono conclusi a marzo 2013.

## Storia

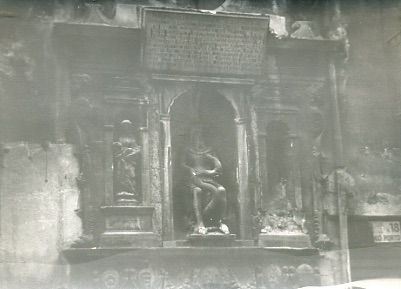
Il Genio del Garraffo nel 1974

Il Genio di Palermo è un antico nume protettore di origine pre-romana, trasformato nel tempo in protettore laico di Palermo, è la personificazione della città e il simbolo dei suoi abitanti, di ogni origine o appartenenza etnica, culturale, religiosa e sociale.
Nel XV secolo i giurati di Palermo adottarono l'immagine del Genio nel loro stemma.
Nello stesso secolo, i mercanti amalfitani, pisani, genovesi e catalani che risiedevano a Palermo dal XII secolo e avevano le loro logge nel mercato della Vucciria, si erano ormai assimilati ai palermitani e volevano rendere omaggio alla città che li aveva accolti.
Decisero di adornare il piano del Garraffo (dall'arabo gharraf, abbondante d'acqua) con una fontana, che comprendeva cinque grandi cannoli di bronzo, su cui collocare una statua del Genio di Palermo.
La realizzazione della scultura fu affidata a Pietro de Bonitate, che realizzò anche altre due sculture femminili allegorie dell'abbondanza.
Dai registri di pagamento dei giurati di Palermo, risulta che nel 1483 Pietro de Bonitate ricevette il compenso per il lavoro svolto. Con ogni probabilità le opere furono completate entro quella data.
Nella seconda metà del XVII secolo, la fontana quattrocentesca del Genio di Palermo al Garraffo venne smantellata e sostituita dalla barocca Fontana del Garraffo, opera di Gioacchino Vitagliano.
La statua del Genio di Palermo venne tolta dal centro della piazzetta del Garraffo e risistemata in una edicola muraria, opera di Paolo Amato. Secondo alcune fonti, la realizzazione dell'edicola risale al 1698, ma sulla targa marmorea che la sovrasta è incisa la data 1663 in numeri romani (MDCLXIII).
Per le sue dimensioni che poco si armonizzavano con lo spazio ridotto del piano del Garraffo, nel 1862 la Fontana del Garraffo venne spostata in piazza Marina. Il Genio e l'edicola rimasero, ma la piazzetta del Garraffo non ebbe più una fontana.

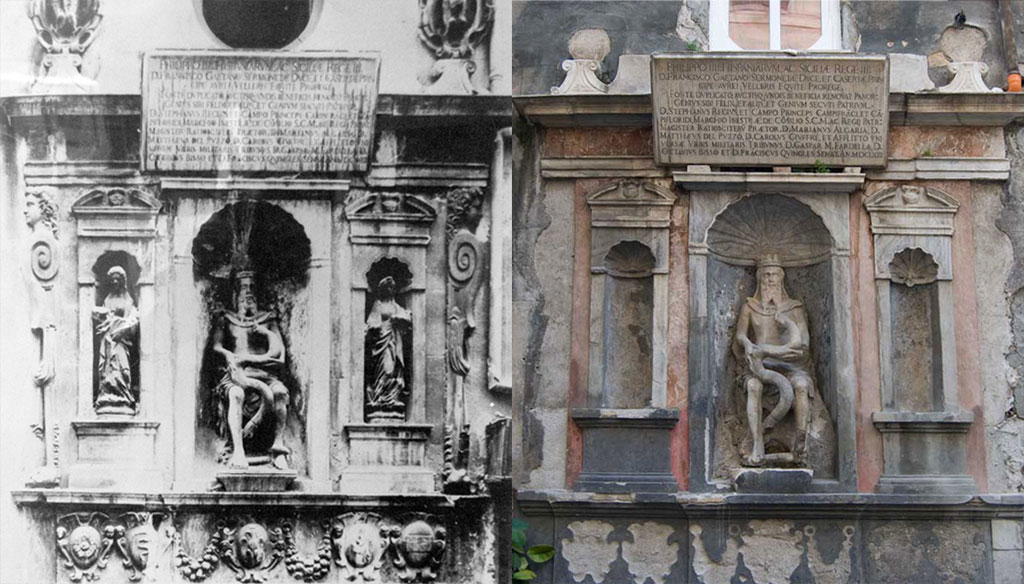
L'edicola del Genio nel 1969 e nel 2010.

Dalla fine del XX secolo, il gruppo scultoreo dell'Edicola del Genio di Palermo al Garraffo versa in gravi condizioni di degrado.
A partire dal 1980 le statue delle sante poste nelle nicchie laterali dell'edicola vennero prima danneggiate e poi rubate.
Nel 1985, erano ancora presenti i fregi laterali e gli stemmi della città e dei quartieri, posti sul basso e l'alto dell'edicola. Furono rubati successivamente.
Nel 2009 il FAI ha avviato una campagna di sensibilizzazione per la salvaguardia del Genio del Garraffo, e una raccolta di fondi per il restauro del monumento. Il monumento era stato segnalato nel quinto censimento che il Fai aveva realizzato su “I luoghi del cuore”.
Nel dicembre dello stesso anno la Regione siciliana ha inserito il Genio del Garraffo nella Carta regionale dei luoghi dell'identità e della memoria siciliana (8410/2009).
Nel 2010 l'artista Fabrice de Nola ha realizzato un dipinto sul Genio del Garraffo, raffigurato come un mosaico digitale di pixel. Sulla parte destra del quadro è dipinto un grande codice QR che contiene un collegamento per telefoni cellulari alla pagina di Wikipedia mobile sul Genio di Palermo. L'opera è stata esposta al Noviziato dei Crociferi.

## Descrizione
La scultura (1483) in marmo di Carrara è posta nella nicchia centrale di una edicola muraria (1663), sul fronte occidentale della piazzetta, a metà della via Argenteria, nel cuore del vecchio mercato della Vucciria.
Il Genio di Palermo è l'antico genius loci, divinità protettrice della città, raffigurata come un uomo dalla lunga barba con sul capo una corona ducale. Il nume tiene tra le braccia un serpente che gli morde il petto da cui si nutre, ed è seduto su un sedile su cui è scolpita un'aquila, stemma di Palermo.
Come descritto dal Bellafiore, fino al 1980 nelle nicchie laterali vi erano le sculture di due sante palermitane, e sullo zoccolo, in bassorilievo, gli stemmi dei quattro mandamenti con al centro lo stemma di Palermo: Kalsa, con la rosa; Albergheria con la biscia, Il Capo con Ercole e La Loggia con l'effigie austriaca. Altri due stemmi erano in alto.

### Disambigua dei nomi
Il Genio del Garraffo è chiamato in siciliano Palermu lu grandi (Palermo il grande) in relazione a  Palermu lu Nicu (Palermo il Piccolo), altra statua analoga posta nel municipio di Palermo.
È da non confondere con la Fontana del Garraffo, prima in questa piazzetta, né con la Fontana del Garraffello, situata nelle vicinanze.